# Reynosia krugii
Reynosia krugii är en brakvedsväxtart som beskrevs av Ignatz Urban. Reynosia krugii ingår i släktet Reynosia och familjen brakvedsväxter. Inga underarter finns listade i Catalogue of Life.